# Seden Skole
Seden Skole ligger i Seden, en tidligere landsby, som i dag er en bydel i Odense. Skolen blev flyttet til sin nuværende placering på Bullerupvej 30 i 1956. I dag går der ca. 600 elever, fordelt på 10 årgange i 27 klasser.30 % af eleverne er tosprogede.

## Sprogpolitik
Skolen har fået landsdækkende medieopmærksomhed for sin sprogpolitik, efter at den i 2009 indførte en regel om, at det var forbudt for eleverne at tale andre sprog end dansk indbyrdes i frikvartererne, hvis der var nogen tilstede, som ikke forstod det pågældende sprog. Skolelederen Carsten Høyer forklarede i 2016 til Berlingske, at "Dansk er skolens fællessprog, men hvis der sidder nogle tosprogede elever og taler indbyrdes på deres modersmål i et frikvarter, så er der ingen, som har ondt af det. Der må gerne tales andet end dansk, men ikke hvis der er nogen tilstede, som ikke forstår det talte sprog". Reglen blev indført på baggrund af tidligere episoder, hvor det havde skabt utryghed, at nogle elever i konfliktsituationer havde slået over i arabisk.

## Andet
I 2017 blev skolen udnævnt til "Årets bedste MOT-skole" blandt de danske skoler, der deltager i det norsk-inspirerede arbejde MOT for trygge ungdomsmiljøer.
I 2016 havde en grupper personer planer om at oprette en friskole i Seden, men planerne er foreløbig ikke blevet realiseret.